# Gintaras Steponas Vyšniauskas
Gintaras Steponas Vyšniauskas (* 3. August 1961 in Kaunas) ist ein litauischer Politiker, ehemaliger Vizeminister.

## Leben
Nach dem Abitur 1979 an der Mittelschule in Naujoji Akmenė absolvierte Vyšniauskas von 1979 bis 1981 das Diplomstudium an der Fakultät für Elektrotechnik am Politechnikos institutas in Kaunas und von 1983 bis 1989 das Diplomstudium an der Fakultät für Wirtschaft der Vilniaus universitetas in Vilnius.
Von 1991 bis 1999 arbeitete er im Unternehmen UAB „Gabena“ als Direktor.
2002 war er Berater in der Stadtverwaltung Vilnius.
Von 2003 bis 2006 war er Mitglied im Rat der Stadtgemeinde Vilnius.
Von 2003 bis 2010 leitete er das Unternehmen UAB „Baltijos investicijų sintezė“ als Direktor. Von 2010 bis 2012 war er Vizeminister am Innenministerium Litauens.
Vyšniauskas war Mitglied von Lietuvos liberalų sąjunga.